# Zlatko
Zlatko (kyrillisch: Златко) ist ein männlicher Vorname slawischer Herkunft. Die weibliche Form ist Zlata.

## Herkunft
Der Name ist abgeleitet von dem slawischen zlato (Gold) und bedeutet „der Goldene“.

## Namensträger
- Zlatko Blaškić (* 1982), kroatischer Fußballspieler und -trainer
- Zlatko Burić (* 1953), dänisch-kroatischer Schauspieler
- Zlatko Čajkovski (1923–1998), kroatischer Fußballspieler
- Zlatko Celent (1952–1992), jugoslawischer Ruderer
- Zlatko Čordaš (* 1948), jugoslawischer Tischtennisspieler und -trainer
- Zlatko Dalić (* 1966), kroatischer Fußballspieler und -trainer
- Zlatko Dedič (* 1984), slowenischer Fußballspieler
- Zlatko Hebib (* 1990), kroatisch-schweizerischer Fußballspieler
- Zlatko Horvat (* 1984), kroatischer Handballspieler
- Zlatko Janjić (* 1986), bosnisch-herzegowinischer Fußballspieler
- Zlatko Junuzović (* 1987), österreichischer Fußballspieler
- Zlatko Kranjčar (1956–2021), kroatischer Fußballspieler und Fußballtrainer
- Zlatko Kesler (* 1960), serbischer Tischtennisspieler im Rollstuhl
- Zlatko Latković (1928–1999), griechisch-katholischer Priester und Maler
- Zlatko Mojsoski (* 1981), mazedonischer Handballspieler und -trainer
- Zlatko Muhović (* 1990), bosnischer Fußballtrainer
- Zlatko Pejaković (* 1950), kroatischer Sänger
- Zlatko Perica (* 1969), kroatischer Gitarrist
- Zlatko Portner (1962–2020), jugoslawischer Handballspieler
- Zlatko Škorić (1941–2019), jugoslawischer Fußballtorwart und -trainer
- Zlatko Tripić (* 1992), norwegischer Fußballspieler
- Zlatko Trpkovski (* 1976), Teilnehmer an der deutschen Version von Big Brother
- Zlatko Vujović (* 1958), jugoslawischer Fußballspieler
- Zlatko Zahovič (* 1971), slowenischer Fußballspieler

## Varianten
- Zlatan, Zlatoje
- Zlata (weibliche Form)